# Antoine Aucagne

a Compétitions nationales et continentales officielles uniquement.

Dernière mise à jour le 5 août 2025.
Antoine Aucagne, né le 11 avril 2000 à Vichy (Allier), est un joueur français de rugby à XV évoluant principalement au poste de demi d'ouverture à l'USA Perpignan en Top 14.
Son oncle David Aucagne, également demi d'ouverture, est notamment international français.

## Biographie

### Jeunesse et formation
Antoine Aucagne commence la pratique du rugby à XV au sein du RC Vichy dès ses cinq ans jusqu'en 2017. Il rejoint ensuite le centre de formation du Stade aurillacois où il est en tutorat avec son ancien club également.
En avril 2022, il dispute une rencontre avec l'équipe de France universitaire, avec son coéquipier Théo Cambon, face à leurs homologues anglais à Newcastle. En juin suivant, il participe au bon parcours des espoirs aurillacois qui remportent le premier Championnat de France espoirs du club, cependant une blessure contractée au genou le met potentiellement hors de la feuille de match de la demi-finale face aux espoirs de l'USA Perpignan, finalement il est bien présent pour cette rencontre et est titulaire,. Il dispute ensuite la finale contre les espoirs du Stade toulousain, au Stade Marcel-Michelin de Clermont-Ferrand, remportant le match sur le score de 37 à 26, il inscrit notamment dix-sept points au pied ce jour-là et est l'un des leaders de la formation aurillacoise,,. Lors des phases finales, il est associé à l'international géorgien Mikheil Alania avec qui ils forment une charnière performante.
Antoine Aucagne est le neveu de l'ancien demi d'ouverture international français David Aucagne. Son idole est le demi d'ouverture Finn Russell.

### Débuts professionnels au Stade aurillacois (2020-2024)
Antoine Aucagne fait ses débuts professionnels avec le Stade aurillacois lors de la première journée de la saison 2020-2021 de Pro D2 contre le RC Vannes où il entre en jeu à dix minutes de la fin du match à la place de Thomas Salles. Cette saison-là, il dispute deux autres rencontres en tant que titulaire, dont sa première titularisation contre le FC Grenoble,.
La saison suivante, il gagne en temps de jeu, disputant huit matchs en tant que remplaçant et connaissant sa première titularisation de la saison 2021-2022 à l'occasion de la vingt-septième journée face à l'US Carcassonne où il inscrit ses neuf premiers points en professionnel mais ne peut empêcher la défaite de son équipe,. En avril 2022, il est retenu dans l'effectif de l'équipe de France universitaire, en tant qu'étudiant de l'université Clermont-Auvergne, pour affronter l'Angleterre,.
Lors de la saison 2022-2023, il intègre l'effectif professionnel à plein temps après le titre de champion de France espoirs. Il se retrouve alors en concurrence avec le demi d'ouverture Marc Palmier, se partageant le poste avec ce dernier lors de la première partie de saison et passant petit à petit devant lui durant la seconde partie de saison, le poussant à évoluer aux postes de centre et d'arrière notamment. Fin novembre, il subit une commotion contre Oyonnax Rugby, le tenant éloigné des terrains jusqu'à début janvier. Au mois de février, il signe son premier contrat professionnel avec Aurillac, le liant jusqu'en 2026 avec son club formateur. Durant la saison, à la suite de ses bonnes performances, il reçoit le prix d'étoile de la semaine de Pro D2 par le Midi Olympique. À la fin de sa première saison complète avec l'effectif professionnel, il a disputé vingt-quatre rencontres dont quatorze en tant que titulaire puis inscrit cent-dix-huit points et est nommé comme l'une des révélations de la saison à Aurillac.
Début septembre 2023, il est promu capitaine du Stade aurillacois pour la première fois de sa carrière, à l'occasion de la quatrième journée de Pro D2 face à Colomiers Rugby. Lors de la cinquième journée, il se montre décisif en marquant dix-sept points au pied contre le FC Grenoble et en envoyant son coéquipier Beka Shvangiradze à l'essai, permettant à son équipe de s'imposer 27-23 à domicile, mettant fin à une série de trois défaites consécutives. Deux journées plus tard, il récidive en inscrivant dix-neuf des vingt-quatre points de son équipe, dont un essai, lors de la victoire 24-10 des siens contre le SU Agen,. Lors de la neuvième journée, il prend de nouveau une part prépondérante dans le succès des siens en inscrivant dix-huit des vingt-trois points de son équipe lors de la victoire 23 à 14 face au CA Brive. Fin janvier 2024, pour la dix-huitième journée, il inscrit un essai et douze points au pied lors de la victoire serrée 27 à 24 des Aurillacois à domicile contre le Stade montois. Deux journées plus tard, contre Colomiers, il réalise son premier full house (un drop, un essai, une pénalité et une transformation dans le même match) en inscrivant un total de vingt points, se montrant une nouvelle fois décisif lors du succès 30 à 17 de son club,. Début mars, il est annoncé officiellement qu'il signe un contrat de trois saisons avec l'USA Perpignan, alors pensionnaire de Top 14, à partir de la saison prochaine. En fin de saison, il joue son dernier match contre l'US Montauban. D'un point de vue personnel, il termine meilleur réalisateur de Pro D2 avec 247 points,.

### Découverte du Top 14 à l'USA Perpignan (depuis 2024)
À l'issue de la saison, il rejoint donc l'USA Perpignan, club pensionnaire du Top 14. En septembre, lors de la troisième journée de Top 14, il fait ses débuts avec sa nouvelle équipe lors d'un déplacement sur le terrain du Castres olympique en tant que titulaire. Durant la rencontre, malgré la défaite 27 à 12, il délivre une performance prometteuse en inscrivant l'intégralité des points de son équipe en réussissant ses quatre tentatives de pénalités au pied,. Aligné comme titulaire à l'arrière lors de la journée suivante, il se montre décisif en inscrivant 18 points, dont son premier essai sous ses nouvelles couleurs, permettant à son club de gagner son premier match de la saison en s'imposant 33 à 3 contre l'ASM Clermont. La journée d'après, il marque la pénalité de la gagne en toute fin de match et son club s'impose 11 à 10 contre la Section paloise, il inscrit la totalité des points de son équipe ainsi que son deuxième essai de la saison. Cependant, durant la sixième journée, il se retrouve en difficulté lors d'une large défaite 66 à 12 sur le terrain de l'Union Bordeaux Bègles, se faisant intercepter et se montrant imprécis au pied ainsi qu'en défense. Hormis cette contre-performance, il est nommé parmi les révélations du début de saison de Top 14. En décembre, il découvre la Challenge Cup et se montre décisif en inscrivant son premier essai dans la compétition ainsi que la pénalité de l'égalisation en fin de match contre les Cheetahs, le match se terminant sur le score de 20 partout. Le mois suivant, il prend une part prépondérante dans le succès des siens à l'extérieur contre le Zebre Parma en inscrivant 19 points durant la victoire 39 à 21 des siens qui leur permet de se qualifier pour les phases finales de Challenge Cup. En février, il se blesse gravement au pouce lors d'une séance de musculation et est absent pour le reste de la saison,.

## Statistiques en club
| Saison                  | Club                    | Championnat | Championnat | Championnat | Championnat | Championnat | Championnat | Championnat | Compétitions de l'EPCR | Compétitions de l'EPCR | Compétitions de l'EPCR | Compétitions de l'EPCR | Compétitions de l'EPCR | Compétitions de l'EPCR | Compétitions de l'EPCR |
| Saison                  | Club                    | Compétition | M           | Pts         | Ess.        | Tr.         | Pén.        | Dp.         | Compétition            | M                      | Pts                    | Ess.                   | Tr.                    | Pén.                   | Dp.                    |
| ----------------------- | ----------------------- | ----------- | ----------- | ----------- | ----------- | ----------- | ----------- | ----------- | ---------------------- | ---------------------- | ---------------------- | ---------------------- | ---------------------- | ---------------------- | ---------------------- |
| 2020-2021               | Stade aurillacois       | Pro D2      | 3           | -           | -           | -           | -           | -           |                        |                        |                        |                        |                        |                        |                        |
| 2021-2022               | Stade aurillacois       | Pro D2      | 9           | 9           | -           | 3           | 1           | -           |                        |                        |                        |                        |                        |                        |                        |
| 2022-2023               | Stade aurillacois       | Pro D2      | 24          | 118         | 1           | 16          | 26          | 1           |                        |                        |                        |                        |                        |                        |                        |
| 2023-2024               | Stade aurillacois       | Pro D2      | 25          | 247         | 4           | 28          | 54          | 3           |                        |                        |                        |                        |                        |                        |                        |
| Total Stade aurillacois | Total Stade aurillacois | Pro D2      | 61          | 374         | 5           | 47          | 81          | 4           |                        |                        |                        |                        |                        |                        |                        |
| 2024-2025               | USA Perpignan           | Top 14      | 11          | 75          | 2           | 7           | 17          | -           | Challenge Cup          | 4                      | 37                     | 1                      | 4                      | 8                      | -                      |
| Total USA Perpignan     | Total USA Perpignan     | Top 14      | 11          | 75          | 2           | 7           | 17          | 0           | Challenge Cup          | 4                      | 37                     | 1                      | 4                      | 8                      | 0                      |

## Palmarès

### En club
- Vainqueur du Championnat de France espoirs en 2022 avec le Stade aurillacois.

### Distinctions personnelles
- Meilleur réalisateur de Pro D2 en 2024 (247 points).